# Hauenstein-Ifenthal
Pour les articles homonymes, voir Hauenstein.
Hauenstein-Ifenthal est une commune suisse du canton de Soleure, située dans le district de Gösgen.